# 狄波拉·嘉
狄波拉·珍·嘉，CBE（英語：Deborah Jane Kerr，1921年9月30日—2007年10月16日），原名狄波拉·珍·特里默（英語：Deborah Jane Trimmer），是一位生于苏格兰并拥有国际性声誉的电影、舞台和电视演员。她曾因在芝加哥舞台剧《茶与同情》中扮演劳拉·雷诺兹（Laura Reynolds）一角获萨拉·西登斯奖（Sarah Siddons Award），这个角色源于她在百老汇的演出。她还曾因《國王與我》获金球奖，并先后三次获纽约影评人协会最佳女演员奖。此外，她还获得过奥斯卡荣誉奖、英国电影学院奖和戛纳电影节奖项。
蔻尔曾先后六次获奥斯卡最佳女主角奖提名，但从未获奖。1994年，美国电影艺术与科学学院向她颁发荣誉奖，称她是位“有着无可挑剔优雅和美丽的艺术家”，是“从影以来始终追求完美、自律和高雅的敬业演员”。她出演的电影包括《国王与我》、《金玉盟》、《亂世忠魂》、《暴君焚城录》、《无辜的人》、《黑水仙》、《明情》、《百战将军》和《鸳鸯谱》。

## 生平

### 早年生涯
狄波拉·嘉1921年9月30日生于英國格拉斯哥的一家私人疗养院，原名狄波拉·珍·特里默。她的母亲叫凯瑟琳·罗斯（Kathleen Rose），娘家姓斯梅尔（Smale），父亲亚瑟·查尔斯·特里默（Capt. Arthur Charles Trimmer）曾参加第一次世界大战，在索姆河战役中失去了一条腿，之后成为船舶工程师和土木工程师。特里默是两人唯一的女儿。特里默出生后前三年全家一起在阿盖尔-比特的海伦斯堡度过，住在國王西街（West King Street）。特里默的弟弟埃德蒙（Edmund）又名泰迪（Teddy），曾是记者，2004年死于一宗路霸意外。
特里默曾在诺森伯兰府学校（Northumberland House School）就读，这是一所位于英格兰布里斯托尔亨德兹地区的独立学校。该校于1937年被拆毁，当时她年仅16岁。她还曾在滨海威斯顿的罗斯霍姆学校（Rossholme School）就读。特里默起初学习的是芭蕾舞，曾于1938年在萨德勒之井剧院首度登台。转行后她很快成为一位成功的女演员。姨妈菲利斯·斯梅尔（Phyllis Smale）是特里默的第一位表演导师，她曾在布里斯托尔开办了一家希克斯斯梅尔戏剧学院（Hicks-Smale Drama School）。這時的她還開始用“狄波拉·嘉”来作为自己的艺名，“嘉”（Kerr）据说曾是她的祖父亚瑟·嘉·特里默（Arthur Kerr Trimmer）的外婆的姓氏。

### 影藝事业

#### 电影

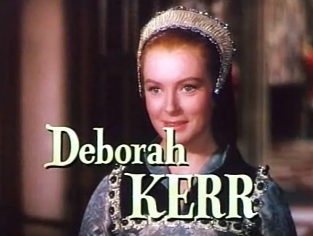
1953年电影《深宫怨》中的蔻尔

蔻尔出演的第一部电影是英国电影《禁运品》，但她的镜头最终被剪掉了。1941年她出演了两部英国电影《巴巴拉上校》和《爱上多尔》并获得好评，詹姆斯·阿盖特（James Agate）针对她在后者中的表现称，虽说和温蒂·希勒相比还有一段距离，但蔻尔仍然是一颗非常漂亮并且充满希望的新星，以往像她这样漂亮且有前途的新星往往都会大张旗鼓地加以宣传。接下来她又在《哈特的城堡》中与罗伯特·牛顿和詹姆士·梅遜演对手戏。这部作品为蔻尔获得了公众的欢迎，她被评为当地最受欢迎的票房女星。
1943年，她在麥可·鮑爾和艾默利·普萊斯柏格的《百战将军》中饰演了三位女性角色。鮑爾的自传称两人在这一期间成为情侣：“我意识到黛博拉正是我一直在寻找的那种有血有肉的理想女人”。蔻尔曾明确表示，自己的姓氏应该与相同。为了避免发音上出现混淆，米高梅公司的路易·B·梅耶称她的姓氏是“与押韵的”。
虽然温斯顿·丘吉尔认为《百战将军》会对战时军队的士气产生不利影响，英國陸軍也拒绝继续与制片人合作，但事实证明该片无论在艺术还是商业上都是一部成功的作品。鮑爾本希望蔻尔和本片男主角罗杰·莱伍赛可以出演自己的下一部电影《夜夜春宵》，但蔻尔的经济人已经与米高梅公司签订了协议。据鮑爾所说，蔻尔明确表示自己如果有机会就会前往好莱坞发展，两人的恋情也因此终结。
蔻尔在1947年的电影《黑水仙》中饰演了一位陷入困境的修女，精彩表现引起了好莱坞制片人的注意。该片在美国和英国上映都获得了成功，蔻尔获得了纽约影评人协会最佳女演员奖，并被评为最富票房号召力英国演员的第八位。
来到好莱坞后，蔻尔的英国口音和举止让她得以扮演了一连串优雅、端庄的英国淑女角色。不过她也会把握一切机会出演那些看上去不那么冷静的人物，打破自己形象上给人的刻板印象。她与史超域·格蘭加和理查德·加尔森一起出演了1950年的电影《所罗门王宝藏》，该片主要是在非洲取景拍摄的。接下来她又出演了宗教史诗电影《暴君焚城录》，该片主要在罗马取景，蔻尔饰演的是一位公元一世纪的顽强基督徒里吉娅（Lygia）。	然后又在《古堡藏龙》中再度与詹姆士·梅遜和史超域·格蘭加合作，在片中诠释弗拉维亚公主（Princess Flavia）。

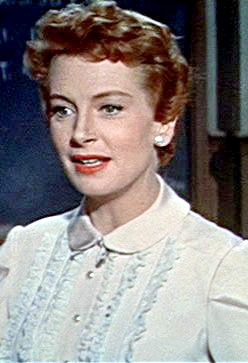
1957年电影《金玉盟》中的蔻尔

1953年，蔻尔在约瑟夫·曼凯维奇执导的《恺撒大帝》中出演波尔恰·卡通尼斯（Porcia Catonis），紧接着又改变戏路，在弗雷德·金尼曼的《亂世忠魂》中出演心怀怨恨的军人妻子卡伦·福尔摩斯（Karen Holmes），展现出自己性感的一面，与伯特·蘭卡斯特的角色在夏威夷海滩上激情拥吻。她因该片获得了第26届奥斯卡女主角奖提名。美国影艺协会也将该片评为AFI百年百大愛情電影中的第20和AFI百年百大电影中的第52名。

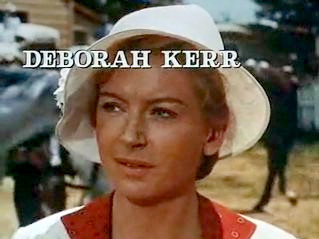
1960年电影《夕阳西下》中的蔻尔

从那以后，蔻尔出演了各种各样的角色，让她在好莱坞以多才多艺闻名。她先后扮演了修女（《明情》）、乖乖女（《鸳鸯谱》）和家庭教师（《风雨故人情》及《无辜的人》），还包括澳大利亚牧羊人朴实的妻子（《夕阳西下》）和欲求不满的美丽女子（《痴情恨》和《日安憂鬱》）。她还出演过两部喜剧片：《绿苑春浓》和《婚姻破裂》。
蔻尔出演的角色中最具知名度的是在理查德·罗杰斯和奧斯卡·漢默斯坦二世音乐剧《国王与我》改编的1956年版同名电影中扮演安娜·李奧諾文斯；还有与加里·格兰特合演的1958年电影《金玉盟》，该片由莱奥·麦卡雷执导。她还出演过舞台剧版本的《獻給阿爾吉儂的花束》。1967年，46岁的蔻尔出演了《007别传之皇家夜总会》，创下了詹姆斯·邦德系列电影中年龄最大邦德女郎的新纪录，截止2012年的《007：大破天幕杀机》，这一纪录仍未被打破。
1969年，来自更年轻新生代女演员的竞争压力让蔻尔同意在約翰·法蘭克海默的《飞天英雄未了情》中裸体出镜，这也是她职业生涯中唯一的一次。考虑到那个时代的电影中裸露镜头越来越多，担心自己也需要出演更多这样的镜头，蔻尔从1960年代末开始退出了电影界，转向电视和剧场行业发展。

#### 舞台
蔻尔曾于1938年在萨德勒的威尔斯剧院首度登台，参加《普罗米修斯》芭蕾舞剧的演出。在摄政公园露天剧场参加多部莎士比亚戏剧演出后，她于1940年加入牛津剧场剧团并参与了多部剧目演出。
蔻尔首次在西区剧院登台演出是1943年在剑桥剧院出演剧目《心碎之家》（Heartbreak House），这时还只有21岁的她抢了多位舞台剧中坚演员的风头，如伊迪斯·伊万斯和伊莎贝尔·琼斯等。评论家贝弗利·巴克斯特（Beverley Baxter）称蔻尔“有罕见的天赋”，会“思考她的台词，而不仅仅是记下来。在这三个小时的节目里，她从一个相信浪漫的傻丫头发展成一位坚强而幻想破灭女人的过程既感人，又让人信服。”
这以后一直又过了29年，蔻尔才返回伦敦舞台，偶尔出演一些籍籍无名的剧作如彼得·乌斯蒂诺夫的喜剧《窃听》（Overheard）和埃姆林·威廉姆斯的《锦绣前程》（The Corn is Green）。
1953年的《茶与同情》是蔻尔在百老汇的处女秀，她为此赢得了托尼奖提名，之后又出演了该剧改编的同名电影，影片于1956年上映，文森特·明奈利担任导演。1955年，蔻尔在芝加哥演出本剧，获得了萨拉·西登斯奖的肯定。1975年，蔻尔重返百老汇，在根据爱德华·阿尔比获普利策奖肯定的舞台剧《海景》中饰演南希（Nancy）一角。
据蔻尔表示，虽然自己在电影方面取得了成功，并且走上舞台时她一直有些提心掉胆，但这一直是她的最爱。
我喜欢上台表演，因为这就像是成年人梳妆打扮一样。我并不是说这其中不需要什么演技，而是说在舞台上，我感觉自己就像个孩子，让大人们感到震憾和着迷，让他们欢笑与流泪。这其中有着不可思议的恐怖，像是种自虐般的癫狂。看起来随着你年轻渐长，这样的事情应该更能驾轻就熟，但事实上并非如此。

#### 电视
1980年代初，蔻尔的事业在电视上出现了复苏，她先是出演了《原告的证人》，之后又再次与罗伯特·米彻姆合作演出《重聚范堡罗》。这一时期她还因英国电视迷你剧《一个真正的女人》获得了艾美奖提名。

### 晚年生涯
2007年10月16日，蔻尔因帕金森氏症在英国薩福克郡一个名叫波特斯德尔的小乡村去世，享年86岁。

## 个人生活
蔻尔于1945年11月29日嫁给了英國皇家空軍中队长安东尼·巴特利（Anthony Bartley），并有两个女儿，分别是1947年12月27日出生的长女梅兰妮·简（Melanie Jane）和1951年出生的次女弗朗西斯·安（Francesca Ann）。蔻尔的名声和经济上的成功让巴特利深感困扰，并且她还因工作上的需要经常不在家，两人的婚姻因此出现裂缝，两人于1959年离婚。之后她于1960年7月23日嫁给了彼得·维尔特尔，从此多了一位继女克里斯汀·维尔特尔。她曾长时间住在瑞士的克洛斯特斯和西班牙的马贝拉，之后为了和自己的孩子们更亲近，并且自己的健康状态开始恶化，她回到了英国居住，但丈夫仍然待在马贝拉。
一些曾与蔻尔合作的男主演在他们的自传中声称与她有过私情。男演员史都華·格兰杰声称蔻尔曾于自己接拍1945年电影《凯撒和埃及艳后》期间在自己的车上勾引过他，当时还有司机在前面开车。另一位男演员伯特·蘭卡斯特也称两人在拍摄《乱世忠魂》期间有过一段浪漫关系。不过两人的说法都没有独立来源的证实。
蔻尔於2007年10月16日逝世後不到三个星期，彼得·维尔特尔也于2007年11月4日死于癌症。维尔特尔去世时，导演迈克尔·谢恩格里伯（Michael Scheingraber）正在拍摄一部与他有关的纪录片，谢恩格里伯表示，纪录片中将包括对蔻尔和奥斯卡金像奖相关事件的回忆。这部纪录片还没有发行。

## 榮譽

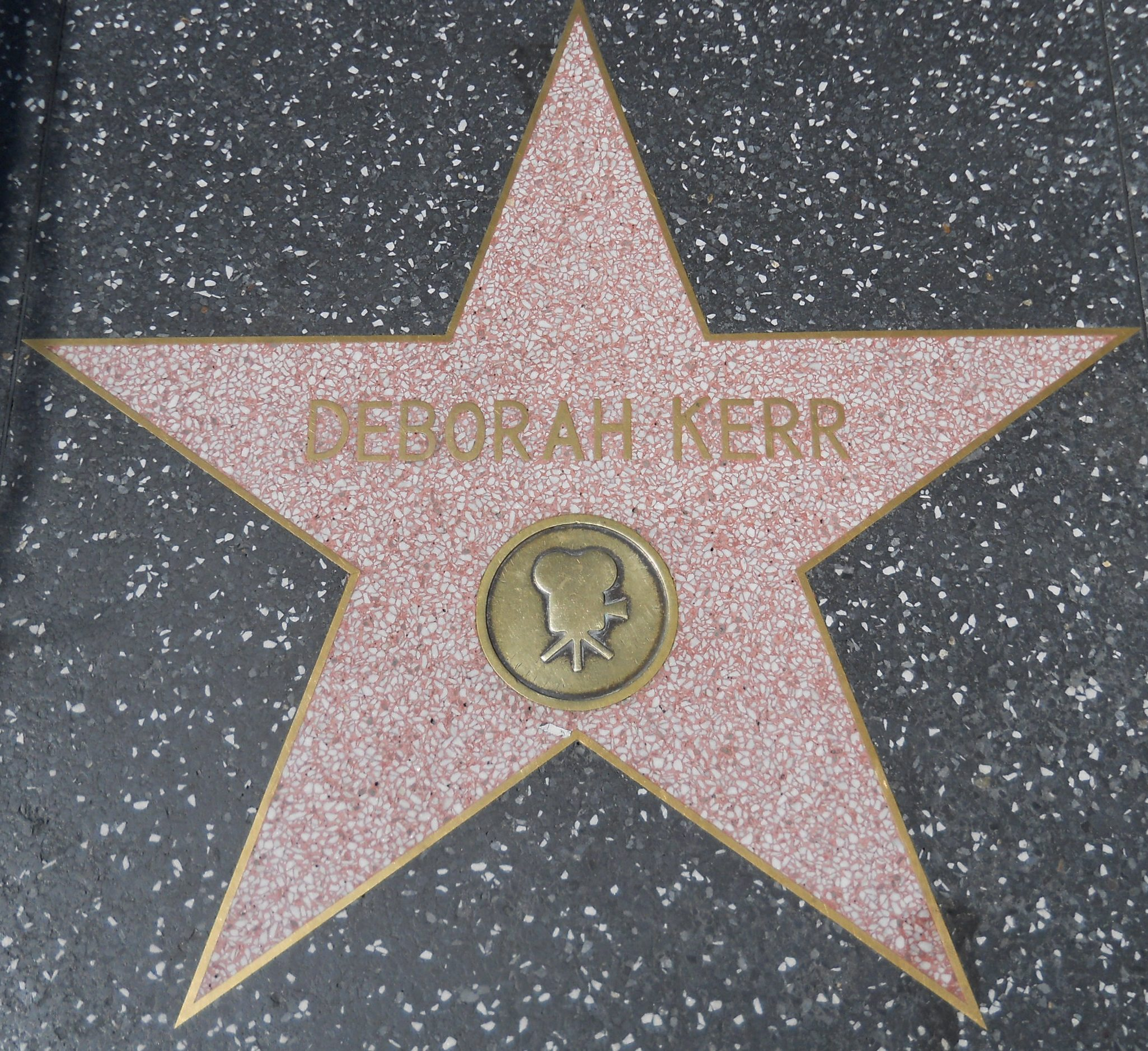
狄波拉·嘉位于好萊塢星光大道的星星

1998年，蔻尔获得了英帝國司令勳章（CBE勳銜），但由于病重而无法亲自获勳。她曾因1956年的《国王与我》获金球奖最佳音乐及喜剧类电影女主角奖，因《黄梁梦》、《明情》和《鸳鸯谱》三次获金球奖提名，还于1959年获得了一座亨丽埃塔奖。
蔻尔曾先后凭《恋情的终结》、《茶与同情》、《夕阳西下》和《风雨故人情》四次获英国电影学院奖提名，但均未获奖。1991年，英国电影和电视艺术学院授予她特别奖。
1949年的《黄梁梦》为蔻尔赢得了第一个奥斯卡最佳女主角奖提名，她之后还分别因1953年的《乱世忠魂》、1956年的《国王与我》、1957年的《明情》、1958年的《鸳鸯谱》和1960年的《夕阳西下》获得提名，但也均未获奖，美国电影艺术与科学学院于1994年授予她一座荣誉奖，称蔻尔是“一位有着无可挑剔优雅和美丽的艺术家，一位从影以来始终追求完美、自律和高雅的敬业演员”。1984年，蔻尔在戛纳电影节上获得一座荣誉奖。
此外，蔻尔还先后因《黑水仙》、《明情》和《夕阳西下》获得过纽约影评人协会最佳女演员奖肯定，1960年，蔻尔得以入主好萊塢星光大道名人堂。

## 作品年表
| 年份 | 片名                    | 角色                                            | 注释                                                                                 |
| ---- | ----------------------- | ----------------------------------------------- | ------------------------------------------------------------------------------------ |
| 1940 | 《禁运品》              | 出场镜头最终被剪                                | 英国发行                                                                             |
| 1941 | 《巴巴拉上校》          | 珍妮希尔Jenny Hill                              | 英国发行                                                                             |
| 1941 | 《爱上多尔》（Love on the Dole）        | 莎莉（Sally）                                        | 英国发行                                                                             |
| 1942 | 《宾夕法尼亚州的佩恩》  | 古丽尔玛·玛丽娅·斯普林格特（Gulielma Maria Springett）                  | 在美国发行的片名为“”                                                                 |
| 1942 | 《哈特的城堡》（Hatter's Castle）      | 玛丽·布罗迪（Mary Brodie）                                 |                                                                                      |
| 1942 | 《拂晓时分》            | 凯丽·奥斯塔德（Kari Alstad）                               | 在美国发行的片名为“”                                                                 |
| 1942 | 《瓶子大战》（A Battle for a Bottle）        | 琳达（Linda）                                        | 动画短片配音                                                                         |
| 1943 | 《百战将军》            | 伊迪丝·亨特（Edith Hunter）/芭芭拉·怀恩（Barbara Wynne）/约翰妮·坎农（Johnny Cannon） | 英国发行                                                                             |
| 1945 | 《完美的陌生人》        | 凯瑟琳·威尔逊（Catherine Wilson）                               | 在美国发行的片名为“”                                                                 |
| 1946 | 《红粉间谍》            | 布丽迪·奎尔蒂（Bridie Quilty）                               | 在美国发行的片名为“” 纽约影评人协会最佳女演员（与《黑水仙》一起）                    |
| 1947 | 《黑水仙》              | 克洛达赫修女（Sister Clodagh）                                | 英国发行 纽约影评人协会最佳女演员（与《红粉间谍》一起）                              |
| 1947 | 《广告员》              | 凯·多兰斯（Kay Dorrance）                                   |                                                                                      |
| 1947 | 《藕断丝连》            | 诺娜·泰伯尔（Nona Tybar）                                 |                                                                                      |
| 1949 | 《黄梁梦》              | 伊夫林·博尔特（Evelyn Boult）                               | 提名—奥斯卡最佳女主角奖 提名—金球奖剧情类电影最佳女主角                              |
| 1950 | 《请相信我》            | 艾莉森·科尔布（Alison Kirbe）                               |                                                                                      |
| 1950 | 《所罗门王宝藏》        | 伊丽莎白·柯蒂斯（Elizabeth Curtis）                             |                                                                                      |
| 1951 | 《暴君焚城录》          | 里吉娅                                          |                                                                                      |
| 1952 | 《古堡藏龙》            | 弗拉维亚公主                                    |                                                                                      |
| 1952 | 《东方惊雷》（Thunder in the East）        | 琼·威洛比（Joan Willoughby）                                   |                                                                                      |
| 1953 | 《深宫怨》              | 凯瑟琳·帕尔                                     |                                                                                      |
| 1953 | 《恺撒大帝》            | 波尔恰·卡通尼斯                                 |                                                                                      |
| 1953 | 《梦中情人》            | 艾菲（Effie）                                        |                                                                                      |
| 1953 | 《亂世忠魂》            | 卡伦·福尔摩斯                                   | 提名—奥斯卡最佳女主角奖                                                              |
| 1955 | 《恋情的终结》          | 莎拉·迈尔斯（Sarah Miles）                                 | 提名—英国电影学院奖最佳英国女演员                                                    |
| 1956 | 《骄傲与亵渎》          | 李·阿什利（Lee Ashley）                                   |                                                                                      |
| 1956 | 《国王与我》            | 安娜·李奧諾文斯                                 | 歌唱部分由玛尼·尼克松配音 金球獎最佳音樂及喜劇類電影女主角 提名—奥斯卡最佳女主角奖   |
| 1956 | 《茶与同情》            | 劳拉·雷诺兹                                     | 提名—英国电影学院奖最佳英国女演员                                                    |
| 1957 | 《明情》                | 安吉拉修女（Sister Angela）                                  | 提名—奥斯卡最佳女主角奖 提名—金球獎最佳戲劇類電影女主角 纽约影评人协会最佳女演员奖   |
| 1957 | 《金玉盟》              | 泰瑞·麦凯（Terry McKay）                                   |                                                                                      |
| 1957 | 《香吻盟》              | 格温妮斯·利文斯顿（Gwinneth Livingston）                           | 为苏齐·帕克的几个镜头配音，没有列入演员名单                                          |
| 1958 | 《你好，忧愁》          | 安妮·拉森（Anne Larsen）                                   |                                                                                      |
| 1958 | 《鸳鸯谱》              | 西贝尔·雷尔顿-贝尔（Sibyl Railton-Bell）                          | 提名—奥斯卡最佳女主角奖 提名—金球獎最佳戲劇類電影女主角                              |
| 1959 | 《逃出布达佩斯》        | 戴安娜·阿什莫尔（Diana Ashmore）                             |                                                                                      |
| 1959 | 《两度蜜月》（Count Your Blessings）        | 格雷斯·阿林厄姆（Grace Allingham）                             |                                                                                      |
| 1959 | 《痴情恨》              | 席拉·格雷厄姆（Sheilah Graham）                               |                                                                                      |
| 1960 | 《夕阳西下》            | 伊达·卡莫迪（Ida Carmody）                                 | 提名—奥斯卡最佳女主角奖 提名—英国电影学院奖最佳英国女演员 纽约影评人协会最佳女演员奖 |
| 1960 | 《绿苑春浓》            | 希拉里·莱尔（Hilary Rhyall）                                 |                                                                                      |
| 1961 | 《天网记》              | 玛莎·拉德克利夫（Martha Radcliffe）                             | 英国发行                                                                             |
| 1961 | 《无辜的人》            | 吉登斯小姐（Miss Giddens）                                  | 英国发行                                                                             |
| 1964 | “”                      | 以自己真实身份出镜                              | 英国宣传短片                                                                         |
| 1964 | 《风雨故人情》          | 马德里加尔小姐（Miss Madrigal）                              | 提名—英国电影学院奖最佳英国女演员                                                    |
| 1964 | 《巫山风雨夜》          | 汉娜·杰尔克斯（Hannah Jelkes）                               |                                                                                      |
| 1965 | 《婚姻破裂》            | 瓦莱丽·爱德华兹（Valerie Edwards）                             | 英国发行                                                                             |
| 1967 | 《007别传之皇家夜总会》 | 特工咪咪（Agent Mimi） / 菲奥娜·麦克特里夫人（Lady Fiona McTarry）          |                                                                                      |
| 1967 | 《凶宅惊魂》            | 凯瑟琳·德·蒙福（Catherine de Montfaucon）                              | 英国发行                                                                             |
| 1968 | 《从心所欲》            | 普鲁登斯·哈德卡斯尔（Prudence Hardcastle）                         | 英国发行                                                                             |
| 1969 | 《飞天英雄未了情》      | 伊丽莎白·布兰登（Elizabeth Brandon）                             | 美国发行                                                                             |
| 1969 | 《我就爱你》            | 佛罗伦斯·安德森（Florence Anderson）                             | 美国发行                                                                             |
| 1982 | 《剧场》                | 卡洛塔格雷（Carlotta Gray）                                  | 电视剧集：《暮光之歌》（A Song at Twilight）                                                           |
| 1982 | 《原告的证人》          | 普利姆索尔护士（Nurse Plimsoll）                              |                                                                                      |
| 1984 | 《一个真正的女人》（A Woman of Substance）  | 艾玛·哈特（Emma Harte）                                   | 英国电视迷你剧 获艾美奖杰出限量剧集或特别节目女配角奖提名                            |
| 1985 | 《阿萨姆花园》（The Assam Garden）      | 海伦（Helen）                                        | 英国发行                                                                             |
| 1985 | 《重聚范堡罗》（Reunion at Farnborough）      | 莎莉·威尔斯·格兰特（Sally Wells Grant）                          | 英国电视电影                                                                         |
| 1986 | 《红粉大亨》            | 艾玛·哈特                                       | 英国电视迷你剧                                                                       |